# 신경숙
신경숙(한국 한자: 申京淑, 1963년 1월 12일 ~ )은 대한민국의 소설가이다.

## 생애
전라북도 정읍시에서 태어나 어린 시절은 정읍에서 보냈으나, 1979년 구로공단 근처의 전기회사에 취직하여, 서울 영등포여자고등학교 산업체특별학급에 진학하면서 서울 생활을 시작하였다. 1984년에 서울예술전문대학 문예창작과를 졸업하고, 1985년에 문예중앙 신인문학상에 중편 《겨울우화》가 당선되면서 작품 활동을 시작하였다.
1993년 출간된 《풍금이 있던 자리》가 평단과 독자들에게 좋은 평가를 받으며 일약 스타 작가로 도약, 등단 후 20년이 넘은 지금까지도 한국의 대표 작가로 활발히 활동하고 있다. 2008년 발간된 소설 《엄마를 부탁해》는 선풍적인 인기를 끌기도 했는데 미국, 영국, 폴란드 등의 22개국에서 출판되었다.
1999년 《문학동네》 편집위원이자 시인, 문학평론가인 남진우와 결혼 하였다.

## 약력 및 경력
- 1997년  <가이코 다케시 아시아작가 강연회>에 한국 작가로 처음 초청받았다.
- 2002년 제6회 한일문학심포지엄에 참가하였다. 《풍금이 있던 자리》가 미국 하버드대학에서 발행되는 반연간지 ‘하버드 리뷰’ 가을호에 영역돼 실렸다.
- 2003년 동아일보 신춘문예 중편소설 부문 예심 심사위원 지냄. 동아일보 <프로들이 선정한 우리 분야 최고> 문학 부문에서 ‘감수성이 가장 뛰어난 작가’로 선정되었다. 문화일보에 사진작가 구본창과 에세이 <흔들리는 것을 위하여>를 연재하였다. 《외딴방》이 대산문화재단 한국문학 연구지원대상 번역/출판 부문 지원작으로 선정되었다.
- 2004년 프랑크푸르트 도서전에서 열린 작가와의 대화 및 작품낭독회에 참가하였다. 제29회 이상문학상 심사위원 지냄.
- 2005년 《외딴방》이 ‘2005 한국의 책 번역출판지원 사업도서’로 선정되었고, 대산문화재단의 지원을 받아 일본 슈에이샤(集英社)에서 출간되었다. ‘6·15 공동선언 실천을 위한 민족작가대회’에 참가, 방북하였다. <새야 새야>가 KBS HDTV 문학관에서 방송되었다. 전국만해백일장·대산청소년문학상·한국일보문학상 심사위원 지냄.
- 2006년 일본작가 쓰시마 요코(津島佑子)와 함께 한국의 《현대문학》과 일본의 《すばる》에 에세이를 연재하기 시작했다. 일본 NHK 위성 2채널 <주간 북리뷰> 특집 코너에 출연하였다. 한일현대작가 심포지엄 ‘문학의 새 지평 - 기억 경계 미디어’에 참석하였다. 한국일보 주최 제24회 여성생활수기 공모·제39회 한국일보문학상·제31회 이상문학상 심사위원 지냄.
- 2007년 제11기 좋은책 선정위원·제40회 황토현동학축제 홍보대사 지냄.
- 2008년  2008년 동인문학상 심사위원으로 위촉.
- 2014년 라 사피엔차 대학교에서 열린 문학포럼에 참석함. 테레자 보우치코바와 대담.[8]

## 논란

### 표절 논란
2015년 6월 16일, 소설가이자 시인인 이응준은 신경숙의 단편 '오래전 집 떠날 때' 일부가 미시마 유키오의 '우국'의 표절이라며 문제를 제기했다. 신경숙은 이에 대해 해당 작품을 알지 못한다며 전면 부정했다. 6월 23일 서울특별시 마포구 서교예술실험센터에서 열린 한국작가회의-문화연대 공동주최 긴급 토론회에서 정원옥 계간 '문화과학' 편집위원은  "유체이탈 화법"을 구사하며 여전히 표절을 인정하지 않고 있다고 말하면서 신경숙을 비판했다.

## 주요 작품
- 1990년 《겨울우화》(고려원)
- 1993년 《풍금이 있던 자리》(문학과지성사)[12]
- 1994년 《깊은 슬픔》(문학동네)
- 1995년 《외딴방》(문학동네) 《아름다운 그늘》(문학동네)
- 1996년 《오래전 집을 떠날 때》(창작과비평사)
- 1998년 《강물이 될 때까지》(문학동네)
- 1999년 《외딴방》(재출간, 문학동네)
- 1999년 《기차는 7시에 떠나네》(문학과지성사)
- 2000년 《딸기밭》(문학과지성사)
- 2001년 《바이올렛》(문학동네)
- 2002년 《J이야기》(마음산책)
- 2003년 《종소리》(문학동네)
- 2004년 《아름다운 그늘》(재출간, 문학동네)
- 2005년 《감자 먹는 사람들》(재출간, 창작과비평사)
- 2006년 《깊은 슬픔》(재출간, 문학동네)
- 2007년 《리진》(문학동네)
- 2008년 《엄마를 부탁해》
- 2010년  신경숙 소설 원작 연극 '엄마를 부탁해'
- 2010년 《어디선가 나를 찾는 전화벨이 울리고》 (문학동네)
- 2011년 《모르는 여인들》 (문학동네) 《아름다운 그늘》(3번째 재출간, 문학동네)
- 2013년 《달에게 들려주고 싶은 이야기》 (문학동네)

## 수상
- 1993년 한국일보문학상
- 1993년 오늘의 젊은 예술가상
- 1995년 현대문학상
- 1996년 만해문학상
- 1997년 동인문학상
- 2000년 한국소설문학상
- 2001년 이상문학상
- 2006년 제14회 오영수 문학상
- 2011년 제43회 대한민국 문화예술상
- 2012년 제7회 마크 오브 리스펙트상
- 2012년 맨 아시아 문학상
- 2012년 서울외신기자클럽 외신홍보상 문학부분
- 2013년 제23회 호암상 예술상

## 작품세계

#### 《풍금이 있던 자리》
출간과 동시에 문단과 독자의 주목을 받았던 신경숙의 소설집 《풍금이 있던 자리》는 개인의 내면을 섬세하게 드러내면서 지극히 사소설적인 경향을 보인다.
집단에서 유리된 개인이 작품 전면에 등장하는 이러한 경향은, 그동안 식민지 경험, 전쟁, 군부 독재 등을 거치며 이데올로기가 내재화 되었던 한국 문단에서는 잘 발견되지 않았거나, 주류가 되지 못했던 것이다. 하지만 1990년대 들어 그동안 가지고 있던 역사적 고민들이 대부분 해체 또는 전환되면서 기존의 주류 가치와는 다른 가치들이 주목받기 시작했다. 개인의 내면을 낮은 목소리로 고백하는 신경숙 소설이 주목받을 수 있었던 것도 그러한 사회적 분위기와 맥락이 일치했기 때문이다.
가정이 있는 남자를 사랑했고 그 남자와 이 땅을 떠나기로까지 약속했지만 결국은 헤어지겠다고 마음을 먹은 여자가 남자에게 편지를 쓰는 형식으로 구성된 이 작품은, 오직 주인공의 내면을 치밀하게 묘사하는 데에만 집중하고 있다. 주인공이 왜 남자와 헤어질 수밖에 없는가, 설명하는 과정에서 여자의 가족사가 드러나고, 과거의 기억이 현재의 삶을 어떻게 지배 하고 있는가를 보여준다.
《풍금이 있던 자리》를 두고 소재의 식상함이나 정서의 퇴행성을 지적하는 견해도 있지만, 《풍금이 있던 자리》는 익숙한 소재를 풀어내는 새로운 방식으로 주목받으면서 이후 신경숙 문학의 방향을 가늠하게 하는 이정표 역할을 충실히 했다.

#### 《깊은 슬픔...》
신경숙의 첫 장편소설 『깊은 슬픔』은 한 여자와, 그가 짧은 생애 동안 세상에서 만난 사람들의 이야기이다. 작가는 그 여자 ‘은서’, 그리고 ‘완’과 ‘세’라는 두 남자를 소설의 표면에 떠올려놓고 있다. 그들 세 사람을 맺어주고 환희에 빠뜨리며 절망케 하는 것은 ‘사랑’이다. 사랑의 올이 얽히고 풀림에 따라, 고향 '이슬어지'에서 함께 자라난 세 사람의 운명은 서로 겹치고 어긋난다.
그러나 『깊은 슬픔』이 정밀하게, 더없는 슬픔과 안타까움이 실린 시선으로, 그리하여 진하고 깊은 감동을 불러일으키며 그려 보이는 것은, 그들의 사랑과 운명이 화해롭게 겹치는 국면이라기보다, 자꾸만 어긋나면서 서로의 기대와 희망을 배반하는 광경이다. 아니, 차라리 그들의 관계에선 겹침이 곧 어긋남이다. 은서와 완과 세의 끊임없는 사랑의 몸짓은 상대에게 진정으로 이해받지 못하는 고통과 비극성으로 충만해 있는 것이다. 은서가 완에게 배반당하는 과정, 완에게 마음을 빼앗긴 은서를 향한 세의 괴로운 정열, 그 후 어렵게 결혼한 은서와 세의 사이에 다시 완이 끼어드는 대목, 그리고 마침내 세의 마음에서 내침을 당한 은서의 고독과 불행한 죽음의 선택을 묘사하는 소설의 끝에, 그러한 고통과 괴로움은 점차 크기를 더하면서 표백되고 있다.

#### 《외딴방》
신경숙의 경향은 “새로운 리얼리즘의 가능성을 연, 최근 우리 문학이 거둔 최고의 수확”이라고 상찬되었던 장편소설 《외딴방》에서 더욱 강화된다. 전라북도 정읍 출신으로 중학교까지 고향에서 살다가 산업체특별고등학교인 영등포여자고등학교로 유학을 오고, 문예창작학과로 대학을 가고, 그러다 작가로 살아가게 된 자신의 삶을 조용하게 풀어내는 《외딴방》은 한 개인의 이야기가 문학 작품으로서 어느 정도까지 무게를 가질 수 있는지를 보여주었다.
《외딴방》은 ‘나’를 중심으로 한 미시서사가 내면성으로의 침잠이라는 부정적 결과로 귀결되는 것이 아니라 개인, 그리고 같은 시대를 함께 살아간 이들의 집단적 기억으로 환원될 수 있음을 확인시켜주는 작품이다.

#### 그 외 작품들
여기서 예를 든 작품들은 모두 신경숙의 초기작들에 해당하지만, 이후 작품들에서도 신경숙은 꾸준히 서정적 문제와 섬세한 묘사로 꾸준히 독자들의 사랑을 받아왔다. 소통하지 못하는 개인들의 고통을 이별로 치유하는 과정을 그려낸 <종소리>, 제25회 이상문학상 수상작인 <부석사> 등이 특히 주목을 받았다. 한편 신경숙이 2007년 펴낸 역사소설 《리진》은 지금까지 신경숙이 보여주었던 일련의 경향들과는 조금 다른 작품이다. 조선 말, 프랑스 공사와 결혼하여 프랑스로 건너간 궁중 무희의 이야기를 다루고 있는 이 작품은, ‘리진’이라는 궁중 무희가 격동하는 시대 변화 속에서 자기만의 운명과 사랑을 만들어 갔던 궤적을 뒤쫓고 있다. 지금까지 시대와 유리된 개인의 모습만을 보여주어 역사의식의 부재를 지적받아왔던 신경숙은 이 작품을 통해 앞으로 그녀의 문학이 새로운 방향으로 나아갈 것임을 예고하고 있다.

## 같이 보기
- 한국의 소설가 목록